# Glaucocharis alatella
Glaucocharis alatella là một loài bướm đêm trong họ Crambidae.